# Królewskie
Królewskie is een Pools biermerk van lage gisting. Het bier wordt gebrouwen in Browar Warka te Warka. De brouwerij maakt deel uit van de Grupa Żywiec (61% eigendom van Heineken) en mogelijk wordt het bier ook gebrouwen in een van de andere vier brouwerijen van de groep.
Królewskie werd oorspronkelijk gebrouwen bij Browary Warszawskie Królewskie te Warschau, totdat deze brouwerij in 2004 sloot. Królewskie was vanaf 2004 een tijdlang sponsor van de voetbalploeg Legia Warschau.

## Varianten
Na de fusie van de brouwerijen tot de Grupa Żywiec werd er flink gesnoeid in het aanbod, meestal ten voordele van de lichte blonde lagers en ten nadele van de sterkere donkere lagers en porters.
- Królewskie Jasne Pełne, blonde lager met een alcoholpercentage van 5,8%

Verdwenen uit het assortiment:
- Królewskie Mocne, blonde lager met een alcoholpercentage van 7,8%
- Królewskie Porter, donkerbruin bier met een alcoholpercentage van 9,5%
- Królewskie Niepasteryzowane, ongepasteuriseerde blonde lager met een alcoholpercentage van 5,5%